# Troglomyces twitteri
Troglomyces twitteri (лат.) — вид паразитических грибов из семейства Laboulbeniaceae (Ascomycota). Встречаются в США.

## История и этимология
Видовое название T. twitteri было дано в честь социальной сети Твиттер, так как именно она и её пользователи помогли обнаружить новый вид. Впервые его обнаружили на фотографии двупарноногой многоножки Cambala annulata (Say, 1821) из штата Огайо (США), размещённой в 2018 году в интернете. Фотографию выложил пользователь сети Twitter по имени Дерек Хеннен (Derek Hennen), а заметила паразитов Ана София Реболейра (Ana Sofia Reboleira) из Музея естествознания Дании в Копенгагене. Микроскопические исследования представителей рода многоножек Cambala (Cambalidae, Spirostreptida), проведённые специалистами в музеях Дании и Франции, подтвердили открытие.

## Описание
Микроскопического размера паразитические грибы. Общая длина составляет около 0,1 мм. Размер перитеция (включая базальные клетки): 45—66 × 14—23 мкм. Паразитируют на многоножках. Вид был впервые описан в 2020 году испанским и датскими микологами Серджи Сантамария (Sergi Santamaria, Universitat Autònoma de Barcelona, Bellaterra, Испания), Хенриком Энгоффом (Henrik Enghoff) и Ана Софиа Реболейра (Ana Sofia Reboleira, University of Copenhagen, Копенгаген, Дания). От близких видов (таких как Troglomyces tetralabiatus, T. dioicus, T. bilabiatus) отличается строением клеток и их придатков. Наиболее яркой отличительной чертой T. twitteri по сравнению с его родственниками является форма и расположение клетки II (cell II), которая больше, чем у других видов, и не распространяется латерально до клетки VI или перитециума. Все известные ранее виды грибов рода Troglomyces также известны как паразиты многоножек отрядов Julida и Chordeumatida. Обнаружение T. twitteri на видах Cambala это не только первый случай обнаружения Laboulbeniales у американских многоножек, но и первая находка Troglomyces на представителях отряда Spirostreptida. Виды Spirostreptida, с другой стороны, известны как хозяева для паразитов многих других видов Laboulbeniales из рода Rickia Cavara (Santamaria et al. 2016). Среди близких родов есть и паразиты насекомых, например, гриб Rickia wasmannii паразитирует на муравьях Myrmica scabrinodis.